# Pekutatan
Pekutatan ist ein Distrikt (Kecamatan) im Süden des Regierungsbezirks (Kabupaten) Jembrana der indonesischen Provinz Bali. Der Distrikt ist der bevölkerungsärmste des Kabupaten und grenzt im Westen an den Kecamatan Mendoyo, im Nordwesten an Seririt sowie im Nordosten an Busungbiu (beide im Kabupaten Buleleng), im Osten an die Kecamatan Pupuan und Selemadeg Barat (beide im Kabupaten Tabanan). Die Balisee mit ihrer etwa 15 km langen Küstenlinie bildet im Südwesten eine natürliche Grenze.

## Verwaltungsgliederung
Pekutan gliedert sich in acht Desa mit 30 Banjar Dinas/Lingkungan und 36 Banjar Adat.
| Kode          | Dorf              | Fläche (km²) Ende 2021 | Einwohner Census 2010 | Einwohner Census 2020 | Einwohner Ende 2021 | Dichte Einw. pro km² |
| ------------- | ----------------- | ---------------------- | --------------------- | --------------------- | ------------------- | -------------------- |
| 51.01.03.2001 | Medewi            | 22,46                  | 4.538                 | 5.592                 | 5.539               | 246,6                |
| 51.01.03.2002 | Pulukan           | 28,17                  | 3.880                 | 4.767                 | 4.918               | 174,6                |
| 51.01.03.2003 | Asahduren         | 11,66                  | 3.341                 | 3.680                 | 3.696               | 317,0                |
| 51.01.03.2004 | Pekutatan         | 13,95                  | 4.635                 | 5.620                 | 5.771               | 413,7                |
| 51.01.03.2005 | Pangyangan        | 7,87                   | 1.564                 | 1.784                 | 1.834               | 233,0                |
| 51.01.03.2006 | Gumbrih           | 14,97                  | 2.359                 | 2.759                 | 2.866               | 191,4                |
| 51.01.03.2007 | Manggissari       | 13,71                  | 1.716                 | 2.242                 | 2.383               | 173,8                |
| 51.01.03.2008 | Pengragoan        | 23,39                  | 3.550                 | 4.039                 | 4.102               | 175,4                |
| 51.01.03      | Kec. Pekutatan000 | 136,18                 | 25.583                | 30.483                | 31.109              | 228,4                |
Ergebnisse aus Zählungen: 2010 und 2020 bzw. Fortschreibung

## Bevölkerung

### Bevölkerungsentwicklung der letzten drei Halbjahre
| Datum      | Fläche (km²) | Einwohner | männlich | weiblich | Dichte (Einw./km²) | Sex Ratio m*100/w |
| ---------- | ------------ | --------- | -------- | -------- | ------------------ | ----------------- |
| 31.12.2020 | 136,19       | 31.738    | 15.808   | 15.930   | 233,0              | 99,2              |
| 30.06.2021 | 136,19       | 31.659    | 15.750   | 15.909   | 232,5              | 99,0              |
| 31.12.2021 | 136,00       | 31.109    | 15.499   | 15.610   | 228,7              | 99,3              |
Fortschreibungsergebnisse